# Hardoi (miasto)
Hardoi (hindi हरदोई) – miasto w północnych Indiach w stanie Uttar Pradesh, na Nizinie Hindustańskiej.
Populacja miasta w 2001 roku wynosiła 112 474 mieszkańców.